# Шатлије Нотр Дам
Шатлије Нотр Дам (фр. Châtelliers-Notre-Dame) насеље је и општина у централној Француској у региону Центар (регион), у департману Ер и Лоар која припада префектури Шартр.
По подацима из 2011. године у општини је живело 122 становника, а густина насељености је износила 11,22 становника/км². Општина се простире на површини од 10,87 км². Налази се на средњој надморској висини од 206 метара (максималној 213 м, а минималној 159 м.

## Демографија
| 1962. | 1968. | 1975. | 1982. | 1990. | 1999. | 2011. |
| ----- | ----- | ----- | ----- | ----- | ----- | ----- |
| 103   | 115   | 105   | 110   | 123   | 117   | 122   |

График промене броја становника у току последњих година